# Мартін Голлштейн
Мартін Голлштейн  (нім. Martin Hollstein, 2 квітня 1987) — німецький веслувальник, олімпійський чемпіон.

## Виступи на Олімпіадах
| Олімпіада   | Дисципліна                   | Місце |
| ----------- | ---------------------------- | ----- |
| Пекін 2008  | байдарка-двійка, 1000 метрів | 1     |
| Лондон 2012 | байдарка-двійка, 1000 метрів | 3     |